# Rotterdam Open 2014
Il Rotterdam Open 2014, conosciuto anche con il nome di ABN AMRO World Tennis Tournament 2014 per ragioni di sponsorizzazione, è stato un torneo di tennis che si è giocato su campi di cemento indoor. È stata la 41ª edizione del Rotterdam Open, facente parte dell'ATP World Tour 500 series nell'ambito dell'ATP World Tour 2014. Si è giocato nell'impianto dell'Ahoy Rotterdam, a Rotterdam nei Paesi Bassi, dal 10 al 16 febbraio 2014.

## Giocatori

### Teste di Serie
| Nazione     | Giocatore             | Ranking* | Testa di Serie |
| ----------- | --------------------- | -------- | -------------- |
| Argentina   | Juan Martín del Potro | 4        | 1              |
| Regno Unito | Andy Murray           | 6        | 2              |
| Rep. Ceca   | Tomáš Berdych         | 7        | 3              |
| Francia     | Richard Gasquet       | 9        | 4              |
| Francia     | Jo-Wilfried Tsonga    | 10       | 5              |
| Germania    | Tommy Haas            | 12       | 6              |
| Russia      | Michail Južnyj        | 14       | 7              |
| Bulgaria    | Grigor Dimitrov       | 19       | 8              |

* Ranking al 3 febbraio 2014.

### Altri partecipanti
I seguenti giocatori hanno ricevuto una wild card per il tabellone principale:
- Thiemo de Bakker
- Jesse Huta Galung
- Andy Murray
- Igor Sijsling

I seguenti giocatori sono passati dalle qualificazioni:

- Paul-Henri Mathieu
- Serhij Stachovs'kyj
- Michael Berrer
- Dominic Thiem

## Campioni

### Singolare
Tomáš Berdych ha sconfitto in finale  Marin Čilić per 6-4, 6-2.
- È il decimo titolo in carriera per il tennista ceco, il primo del 2014.

### Doppio
Michaël Llodra /  Nicolas Mahut hanno sconfitto in finale  Jean-Julien Rojer /  Horia Tecău per 6-2, 7–6(4).